# Генрих II де Водемон
Генрих II (Henri II de Vaudémont) (р. ок. 1255, ум. 1299) — граф Водемона с 1279 и Ариано с 1282.
Сын Генриха I де Водемона и Маргариты де ла Рош-сюр-Оньон.
В 1277 году оказал помощь герцогу Лотарингии Ферри III в войне с епископом Меца. 
В 1279 году умер бездетным его старший брат Рено, и Генрих II стал графом Водемона. В 1282 году после Сицилийской вечерни Карл I Анжуйский в обмен на обещание поддержки отдал ему графство Ариано, которое раньше принадлежало Генриху I де Водемону (пожаловано в 1271 году за помощь в завоевании Сицилии).
Жена (с ок. 1280) — Гелисента де Вержи, дочь Жана I де Вержи и Маргариты де Нуайе. Дети:
- Генрих III (ум. 1336), граф Водемона
- Жанна (ум. 1347), аббатиса в Ремирмоне с 1324
- Изабелла, монахиня в Суассоне.

Генрих II погиб в  морском бою у берегов Сицилии в 1299 г. Его вдова в 1302 г. вышла замуж за Гоше V де Шатильона, графа де Порсьен.
Графство Ариано было конфисковано неаполитанским королём и передано Эрменго де Сабрану (Ermengaud de Sabran) (1260-1310), сын которого Эльзеар де Сабран (Elzéar de Sabran) (1285-1323) стал святым католической церкви и покровителем города Ариано.